# Marílson Gomes dos Santos
Marílson Gomes dos Santos (Brasilia, 8 agosto 1977) è un maratoneta e mezzofondista brasiliano, vincitore di 2 edizioni della maratona di New York, primo sudamericano nel riuscire nell'impresa.

## Biografia
Detiene il record sudamericano dei 5000 e 10000 metri, oltre che i record di distanze non olimpiche, dai 15 km fino alla mezza maratona.
Nel 1997 e 1999 vince la mezza maratona alle Universiadi, nel 2003 colleziona una medaglia d'argento e una di bronzo ai giochi panamericani di Santo Domingo 2003, medaglie che tornerà a vincere ai giochi panamericani del 2007 sulle stesse distanze, bronzo nei 5000 metri e argento nei 10000.
Nel 2006, primo sudamericano della storia, vince la maratona di New York col tempo di 2:09:58, bissando il successo nel 2008 nella stessa maratona, col tempo di 2:08:43.
Nel 2011 partecipa alla maratona di Londra, finendo quarto dietro a 3 keniani che dominarono la gara, ma battendo il proprio record nella maratona portandolo a 2:06:34, a pochi secondi dal record sudamericano, che fu miglior prestazione mondiale, del connazionale Ronaldo da Costa, timbrato nel 1998 a Berlino.
Nell'ottobre del 2011 vince la sua prima medaglia d'oro ai giochi panamericani, nei 10000 metri.

## Palmarès
| Anno | Manifestazione              | Sede             | Evento         | Risultato | Prestazione | Note                                     |
| ---- | --------------------------- | ---------------- | -------------- | --------- | ----------- | ---------------------------------------- |
| 1996 | Mondiali juniores           | Rio de Janeiro   | 5000 m piani   | Batteria  | 14'30"99    |                                          |
| 1997 | Universiadi                 | Catania          | Mezza Maratona | Oro       | 1h03'32"    |                                          |
| 1999 | Mondiali di corsa campestre | Belfast          | Individuale    | 84º       | 43'28"      |                                          |
| 1999 | Universiadi                 | Palma di Maiorca | Mezza Maratona | Oro       | 1h04'05"    |                                          |
| 2003 | Giochi panamericani         | Santo Domingo    | 5000 m piani   | Bronzo    | 13'56"90    |                                          |
| 2003 | Giochi panamericani         | Santo Domingo    | 10000 m piani  | Argento   | 28'49"48    |                                          |
| 2005 | Mondiali                    | Helsinki         | Maratona       | 10º       | 2h13'40"    | Miglior prestazione personale stagionale |
| 2007 | Giochi panamericani         | Rio de Janeiro   | 5000 m piani   | Bronzo    | 13'30"68    |                                          |
| 2007 | Giochi panamericani         | Rio de Janeiro   | 10000 m piani  | Argento   | 28'09"30    |                                          |
| 2007 | Mondiali di mezza maratona  | Udine            | Mezza maratona | 7º        | 59'33"      |                                          |
| 2008 | Mondiali di corsa campestre | Edimburgo        | Individuale    | 53º       | 37'17"      |                                          |
| 2008 | Giochi olimpici             | Pechino          | Maratona       | dnf       | dnf         |                                          |
| 2008 | Mondiali di mezza maratona  | Rio de Janeiro   | Mezza maratona | 8º        | 1h03'18"    |                                          |
| 2009 | Mondiali                    | Berlino          | Maratona       | 16º       | 2h15'13"    | Miglior prestazione personale stagionale |
| 2009 | Mondiali di mezza maratona  | Birmingham       | Mezza maratona | 17º       | 1h02'41"    |                                          |
| 2011 | Giochi panamericani         | Guadalajara      | 10000 m piani  | Oro       | 29'00"64    |                                          |
| 2012 | Giochi olimpici             | Londra           | 10000 m piani  | 5º        | 2h11'10"    |                                          |

## Altre competizioni internazionali
1999
- 4º alla Corrida Internacional de São Silvestre ( San Paolo) - 44'57"

2000
- Argento alla Rio de Janeiro Half Marathon ( Rio de Janeiro) - 1h02'12"
- 11º alla Corrida Internacional de São Silvestre ( San Paolo) - 45'06"

2001
- 4º alla Corrida Internacional de São Silvestre ( San Paolo) - 44'43"
- 4º alla Brasilia Corrida de Reis ( Brasilia) - 29'47"

2002
- Argento alla Sao Paulo Half Marathon ( San Paolo) - 1h04'33"
- Argento alla Rio de Janeiro Half Marathon ( Rio de Janeiro) - 1h03'35"
- Argento alla Corrida Internacional de São Silvestre ( San Paolo) - 45'06"

2003
- Oro alla Corrida Internacional de São Silvestre ( San Paolo) - 43'49"

2004
- 6º alla Maratona di Chicago ( Chicago) - 2h08'48"
- 6º alla Maratona di Parigi ( Parigi) - 2h12'22"
- Oro alla Medellin Half Marathon ( Medellín) - 1h03'58"

2005
- 5º in Coppa del mondo ( Atene), 5000 m piani - 13'47"15
- Oro alla Corrida Internacional de São Silvestre ( San Paolo) - 44'21"
- Oro alla Brasilia Corrida de Reis ( Brasilia) - 29'25"

2006
- Oro alla Maratona di New York ( New York) - 2h09'58"

2007
- 8º alla Maratona di Londra ( Londra) - 2h08'37"
- 8º alla Maratona di New York ( New York) - 2h13'47"
- 4º alla Mezza maratona di Lisbona ( Lisbona) - 1h00'42"

2008
- Oro alla Maratona di New York ( New York) - 2h08'43"
- Oro alla Rio de Janeiro Half Marathon ( Rio de Janeiro) - 1h03'14"
- Argento alla New York Healthy Kidney 10 km ( New York) - 28'31"

2010
- 6º alla Maratona di Londra ( Londra) - 2h08'46"
- 7º alla Maratona di New York ( New York) - 2h11'51"
- 9º alla New York City Half Marathon ( New York) - 1h02'57"
- Oro alla Corrida Internacional de São Silvestre ( San Paolo) - 44'04"

2011
- 4º alla Maratona di Londra ( Londra) - 2h06'34"
- Oro alla Sao Paulo Half Marathon ( San Paolo) - 1h03'12"
- 8º alla New York City Half Marathon ( New York) - 1h01'23"
- Oro alla Buenos Aires Half Marathon ( Buenos Aires) - 1h01'13"
- 7º alla Corrida Internacional de São Silvestre ( San Paolo) - 45'06"

2012
- 7º alla Maratona di Londra ( Londra) - 2h08'03"
- Argento alla Sao Paulo Half Marathon ( San Paolo) - 1h01'46"
- 9º alla New York City Half Marathon ( New York) - 1h01'26"

2013
- 6º alla Maratona di Berlino ( Berlino) - 2h09'24"
- 4º alla Medellin Half Marathon ( Medellín) - 1h05'36"

2015
- 9º alla Maratona di Amburgo ( Amburgo) - 2h11'00"

2016
- Oro alla Sao Paulo Half Marathon ( San Paolo) - 1h04'42"